# Карлос Веласко Карбальйо
Ка́рлос Вела́ско Карба́льйо (ісп. Carlos Velasco Carballo; нар. 16 березня 1971, Мадрид, Іспанія) — іспанський футбольний арбітр.

## Кар'єра
Карбальйо є арбітром чемпіонату Іспанії. З 2008 року судить міжнародні матчі. Обслуговував фінал Ліги Європи 2011 року між «Порту» та «Брагою». Судив два матчі групової стадії чемпіонату Європи 2012 року.
8 червня 2012 року офіційно відкрив Євро 2012 давши свисток на Національному стадіоні у Варшаві у матчі між Польщею і Грецією, який закінчився нічиєю з рахунком 1:1. Після цього 17 червня у Львові дав початок матчу між Данією та Німеччиною.
В середньому за матч показує 4,06 жовтої і 0,06 червоної карточки (дані на березень 2012 року)
1 березня 2016 увійшов до складу суддівської бригади для обслуговування матчів чемпіонату Європи з футболу 2016.